# スピーチ検定試験
スピーチ検定試験（スピーチけんていしけん）とは、 NPO法人日本スピーチ・話し方協会が実施する、スピーチやプレゼンテーション能力を測定する技能検定である。

## 概要
検定は3級・2級・1級が設けられている。主な受検対象は、日本語を母語とする日本人である。
年齢に関係なく、大人、社会人、学生、中学・高校生、小学生まで受験でき、自分の技能を測ることができる。

## 受検級
| 級  | 受検料  | 受験資格                                       |
| --- | ------- | ---------------------------------------------- |
| 1級 | 10000円 | 1級を受検するためには、2級の認定が条件となる。 |
| 2級 | 8000円  | 2級を受検するためには、3級の認定が条件となる。 |
| 3級 | 6000円  |                                                |